# Майер, Эккехард
Эккехард Майер (нем. Eckehard Mayer; род. 20 июня 1946, Хайнсберг, ныне в составе Фрайталя) — немецкий певец и композитор.

## Биография
В 1957—1965 гг. пел в Дрезденском Кройцхоре. Затем окончил Лейпцигскую высшую школу музыки (1970), ученик Вильгельма Вайсмана (композиция), Рольфа Ройтера (дирижирование) и Карла Хайнца Пика (фортепиано). Работал дирижёром в различных театрах Германии, с 1982 г. занимал должность музыкального руководителя Дрезденского государственного театра.
Наиболее известен как автор ряда опер, в том числе камерной оперы «Баллада для Нико и Марии» (нем. Ballade für Nico und Maria; 1978), опер «Золотой горшок» (нем. Der goldene Topf; 1989, по одноимённой повести Э. Т. А. Гофмана), «Занзибар» (1994, по рассказу А. Андерша), «Встреча в Тельгте» (нем. Das Treffen in Teltge; 2000, по роману Гюнтера Грасса). Майеру принадлежат также балет «Песнь о любви и смерти» (нем. Die Weise von Liebe und Tod; 1984, по рассказу Р. М. Рильке), камерные, оркестровые и вокальные сочинения, музыка для театра. Он дважды (1976, 1984) был удостоен дрезденской городской музыкальной Премии имени Карла Марии фон Вебера.